# Vườn quốc gia Mwangné
Vườn quốc gia Mwangné hay còn được gọi là Vườn quốc gia Mwagna là một vườn quốc gia nằm ở Gabon. Nó có diện tích 1.160 km².